# Villamol
Villamol település Spanyolországban, León tartományban. Lakosainak száma 136 fő (2024).

## Földrajza
Villamol Sahagún, Calzada del Coto, Santa María del Monte de Cea, Cea, Villaselán, Valdepolo és Villamartín de Don Sancho községekkel határos.

## Népesség
A település lakosságának változását az alábbi diagram mutatja:
| Lakosok száma | 239  | 222  | 207  | 194  | 182  | 175  | 167  | 164  | 144  | 136  |
|               | 2001 | 2004 | 2007 | 2009 | 2012 | 2014 | 2017 | 2019 | 2022 | 2024 |